# NGC 5584
NGC 5584 é uma galáxia espiral barrada (SBc) localizada na direcção da constelação de Virgo. Possui uma declinação de -00° 23' 17" e uma ascensão recta de 14 horas, 22 minutos e 23,8 segundos.
A galáxia NGC 5584 foi descoberta em 27 de Julho de 1881 por Edward Emerson Barnard.